# Coupe de la Ligue 2019-2020 (fase finale)
Questa voce raccoglie un approfondimento sulle gare della fase finale dell'edizione 2019-2020 della Coupe de la Ligue di calcio.

## Date
| Fase        | Turno            | Partita unica     |                   |
| ----------- | ---------------- | ----------------- | ----------------- |
| Fase Finale | Ottavi di finale | 18 dicembre 2019  | 18 dicembre 2019  |
| Fase Finale | Quarti di finale | 7 gennaio 2020    | 7 gennaio 2020    |
| Fase Finale | Semifinali       | 21 gennaio 2020   | 21 gennaio 2020   |
| Fase Finale | Finale           | Rinviata sine die | Rinviata sine die |

## Squadre

### Teste di serie
- Lilla
- Olympique Lione

- Paris Saint-Germain
- Rennes

- Saint-Étienne
- Strasburgo

### Qualificate dai preliminari
- Amiens
- Bordeaux
- Brest
- Le Mans

- Monaco
- Montpellier
- Nantes
- Nîmes

- Stade Reims
- Tolosa

## Ottavi di finale

### Tabellini
| Arbitro: | Delajod |

|                   |           |  |
| Cafaro 78’ (rig.) | Marcatori |  |

| Arbitro: | Hamel |

|  |           |                             |
|  | Marcatori | 19’ Osimhen 45+2’, 86’ Rémy |

| Arbitro: | Leonard |

|                                             |           |          |
| Traoré 2’, 57’ Jean Lucas 17’ Terrier 90+2’ | Marcatori | 47’ Koné |

| Arbitro: | Wattellier |

|  |           |              |
|  | Marcatori | 78’ da Costa |

| Arbitro: | Pignard |

|                              |           |  |
| Grandsir 50’ Charbonnier 63’ | Marcatori |  |

| Arbitro: | Ben El Hadj |

|             |           |                                                       |
| Manzala 53’ | Marcatori | 21’ Sarabia 40’ Choupo-Moting 41’ Mbappé 47’ Di María |

| Arbitro: | Gautier |

|                 |           |                                  |
| Stojanovski 67’ | Marcatori | 37’ Benkhedim 49’ Indjai Correia |

| Arbitro: | Frappart |

|                                        |           |                                 |
| Zungu 35’ Mendoza 41’ Monconduit 90+1’ | Marcatori | 27’ (rig.) Bourigeaud 73’ Hunou |

### Risultati
| Squadra 1        | Risultato | Squadra 2           |
| ---------------- | --------- | ------------------- |
| 17 dicembre 2019 |           |                     |
| Stade Reims      | 1 - 0     | Montpellier         |
| Monaco           | 0 - 3     | Lilla               |
| 18 dicembre 2019 |           |                     |
| Olympique Lione  | 4 - 1     | Tolosa              |
| Nantes           | 0 - 1     | Strasburgo          |
| Brest            | 2 - 0     | Bordeaux            |
| Le Mans          | 1 - 4     | Paris Saint-Germain |
| Nîmes            | 1 - 2     | Saint-Étienne       |
| Amiens           | 3 - 2     | Rennes              |

## Quarti di finale

### Tabellini
| Arbitro: | Letexier |

|                                      |                      |                                  |
| Donis Oudin Disasi Kamara Abdelhamid | Tiri di rigore 4 – 2 | Djiku Ajorque Bellegarde Corgnet |

| Arbitro: | Brisard |

|                                        |           |              |
| Dembélé 19’ Aouar 55’ Jean Lucas 90+1’ | Marcatori | 85’ Grandsir |

| Arbitro: | Bastien |

|                        |           |  |
| Araujo 50’ Osimhen 58’ | Marcatori |  |

| Arbitro: | Turpin |

|                                                             |           |            |
| Icardi 3’, 49’, 57’ Neymar 39’ Moulin 44’ (aut.) Mbappé 67’ | Marcatori | 71’ Cabaye |

### Risultati
| Squadra 1           | Risultato       | Squadra 2     |
| ------------------- | --------------- | ------------- |
| 7 gennaio 2020      |                 |               |
| Stade Reims         | 0 - 0 (4-2 dtr) | Strasburgo    |
| 8 gennaio 2020      |                 |               |
| Olympique Lione     | 3 - 1           | Brest         |
| Lilla               | 2 - 0           | Amiens        |
| Paris Saint-Germain | 6 - 1           | Saint-Étienne |

## Semifinali

### Tabellini
| Arbitro: | Millot |

|                                      |                      |                                         |
| Dembélé 17’ (rig.) Aouar 85’         | Marcatori            | 13’ Renato Sanches 90+3’ (rig.) Rémy    |
| Dembélé Terrier Cornet Thiago Mendes | Tiri di rigore 4 – 3 | Bamba Rémy André Osimhen Renato Sanches |

| Arbitro: | Lesage |

|  |           |                                            |
|  | Marcatori | 9’ Marquinhos 31’ (aut.) Konan 77’ Nianzou |

### Risultati
| Squadra 1       | Risultato       | Squadra 2           |
| --------------- | --------------- | ------------------- |
| 21 gennaio 2020 |                 |                     |
| Olympique Lione | 2 - 2 (4-3 dtr) | Lilla               |
| 22 gennaio 2020 |                 |                     |
| Stade Reims     | 0 - 3           | Paris Saint-Germain |

## Finale
| Arbitro: | Brisard |

|                                                  |                      |                                                          |
| Di María Verratti Paredes Herrera Neymar Sarabia | Tiri di rigore 6 – 5 | Andersen Toko Ekambi Caqueret Thiago Mendes Aouar Traoré |

| Paris Saint-Germain | Olympique Lione |

|                 |    |                          |      |      |
|                 |    |                          |      |      |
| P               | 1  | Keylor Navas             |      |      |
| D               | 20 | Layvin Kurzawa           |      | 70’  |
| D               | 2  | Thiago Silva             | 55’  | 91’  |
| D               | 3  | Presnel Kimpembe         |      |      |
| D               | 25 | Mitchel Bakker           |      |      |
| C               | 6  | Marco Verratti           |      |      |
| C               | 5  | Marquinhos               | 95’  | 114’ |
| C               | 27 | Idrissa Gueye            |      | 58’  |
| A               | 11 | Ángel Di María           | 115’ |      |
| A               | 18 | Mauro Icardi             |      | 58’  |
| A               | 10 | Neymar                   |      |      |
| A disposizione: |    |                          |      |      |
| P               | 16 | Sergio Rico              |      |      |
| D               | 4  | Thilo Kehrer             |      | 70’  |
| D               | 22 | Abdou Diallo             |      | 114’ |
| C               | 8  | Leandro Paredes          | 100’ | 91’  |
| C               | 19 | Pablo Sarabia            |      | 58’  |
| C               | 21 | Ander Herrera            | 79’  | 58’  |
| C               | 23 | Julian Draxler           |      |      |
| A               | 17 | Eric Maxim Choupo-Moting |      |      |
| A               | 29 | Arnaud Kalimuendo        |      |      |
| Allenatore:     |    |                          |      |      |
| Thomas Tuchel   |    |                          |      |      |

| P               | 1  | Anthony Lopes       |      |     |
| D               | 5  | Jason Denayer       |      |     |
| D               | 6  | Marcelo             |      | 81’ |
| D               | 20 | Fernando Marçal     | 94’  |     |
| C               | 14 | Léo Dubois          |      | 86’ |
| C               | 25 | Maxence Caqueret    | 19’  |     |
| C               | 39 | Bruno Guimarães     | 61’  | 65’ |
| C               | 8  | Houssem Aouar       |      |     |
| C               | 27 | Maxwel Cornet       |      |     |
| A               | 9  | Moussa Dembélé      |      | 80’ |
| A               | 11 | Memphis Depay       |      | 80’ |
| A disposizione: |    |                     |      |     |
| P               | 16 | Anthony Racioppi    |      |     |
| D               | 3  | Joachim Andersen    |      | 81’ |
| D               | 4  | Rafael              | 119’ | 86’ |
| C               | 12 | Thiago Mendes       |      | 65’ |
| C               | 17 | Jeff Reine-Adélaïde |      |     |
| C               | 18 | Rayan Cherki        |      |     |
| C               | 22 | Jean Lucas          |      |     |
| A               | 10 | Bertrand Traoré     |      | 80’ |
| A               | 21 | Karl Toko Ekambi    |      | 80’ |
| Allenatore:     |    |                     |      |     |
| Rudi Garcia     |    |                     |      |     |